# Albunea
Albunea is een geslacht van kreeftachtigen uit de klasse van de Malacostraca (hogere kreeftachtigen).

## Soorten
- Albunea asymmetrica (Müller, 1979) †
- Albunea bulla Boyko, 2002
- Albunea carabus (Linnaeus, 1758)
- Albunea catherinae Boyko, 2002
- Albunea cuisiana Beschin & De Angeli, 1984 †
- Albunea danai Boyko, 1999
- Albunea elegans A. Milne Edwards & Bouvier, 1898
- Albunea elioti Benedict, 1904
- Albunea galapagensis Boyko, 2002
- Albunea gibbesii Stimpson, 1859
- Albunea groeningi Boyko, 2002
- Albunea hahnae Blow & Manning, 1996 †
- Albunea holthuisi Boyko & Harvey, 1999
- Albunea lucasia de Saussure, 1853
- Albunea marquisiana Boyko, 2000
- Albunea microps Miers, 1878
- Albunea occulta Boyko, 2002
- Albunea okinawaensis Osawa & Fujita, 2007
- Albunea paretii Guérin-Méneville, 1853
- Albunea speciosa Dana, 1852
- Albunea steinitzi Holthuis, 1958
- Albunea symmysta (Linnaeus, 1758)
- Albunea thurstoni Henderson, 1893
- Albunea turritellacola Fraaije, van Bakel & Jagt, 2008 †